# Pleopeltis trindadensis
Pleopeltis trindadensis är en stensöteväxtart som först beskrevs av Alexander Curt Brade, och fick sitt nu gällande namn av Salino. Pleopeltis trindadensis ingår i släktet Pleopeltis och familjen Polypodiaceae. Inga underarter finns listade.